# Lake Bennett (Australien)
Der Lake Bennett ist ein kleiner australischer künstlicher Süßwassersee mit einer Fläche von 4,45 km² und liegt etwa 80 km südlich von Darwin im Northern Territory entlang des Stuart Highways inmitten tropischer Wildnis. Er ist etwa 30 Minuten vom Litchfield National Park entfernt. Der See entstand 1980 nach dem Bau eines Staudamms durch George und Ken Bennett auf einem Grundstück, das sie im Vorjahr erworben hatten. 1999 wurden in dem See Fische von der Art Barramundi künstlich angesiedelt, mit dem Ziel, durch Sportfischerei einen zusätzlichen Anreiz für Touristen zu bieten.